# Liste von Opernhäusern/Asien
Diese Liste ist eine Unterseite der Liste von Opernhäusern. Aufgelistet werden namhafte Opernhäuser und Opernkompagnien in Asien. Gelistet werden pro Land Name, Ort und Details, ergänzt um die offiziellen Websites und – sofern verfügbar – Bilder der Opernhäuser und -kompagnien. Auch nicht mehr existierende Opernhäuser und -kompagnien werden mit entsprechender Kennzeichnung aufgeführt.

## Opernhäuser in Asien

### Armenien
| Ort     | Opernhaus                                         | Details | Offizielle Website | Bild |
| ------- | ------------------------------------------------- | --- | ------------------ | ---- |
| Jerewan | Armenisches Nationales Opern- und Ballett-Theater | Das Spendiarjan Opern- und Ballett-Theater (armenisch: Ալեքսանդր Սպենդիարյանի անվան օպերայի և բալետի ազգային ակադեմիական թատրոն) in Jerewan wurde am 20. Januar 1933 mit der Oper Almast von Aleksandr Spendiarjan offiziell geöffnet. Das Operngebäude wurde vom armenischen Architekten Alexander Tamanjan entworfen. Es besteht aus zwei Konzertsälen: dem Aram Khatchaturian Konzertsaal mit 1.400 Plätzen und dem Spendiarjan Opern und Ballett Theater mit 1.200 Plätzen. | Website            |      |

### Aserbaidschan
| Ort  | Opernhaus                                                                 | Details | Offizielle Website | Bild |
| ---- | ------------------------------------------------------------------------- | --- | ------------------ | ---- |
| Baku | Aserbaidschanisches Staatliches Akademisches Musical- und Komödientheater | Das Aserbaidschanische Staatliche Akademische Musical- und Komödientheater (aserbaidschanisch: Azərbaycan Dövlət Akademik Musiqili Teatrı) ist ein Theater in der aserbaidschanischen Hauptstadt Baku, in dem in erster Linie Musicals und Komödien aufgeführt werden. |                    |      |
| Baku | Aserbaidschanisches Staatliches Akademisches Opern- und Balletthaus       | Das Aserbaidschanische Staatliche Akademische Opern- und Balletthaus (eigentlich Aserbaidschanisches Staatliches Akademisches Axundov Opern- und Balletthaus; aserbaidschanisch: Axundov adına Azərbaycan Dövlət Akademik Opera və Balet Teatrı) ist ein Opernhaus in der aserbaidschanischen Hauptstadt Baku. Das Opern- und Balletthaus wurde im Jahr 1920 gegründet und als Nationaloper und Ballett ist es eine Kulturinstitution Aserbaidschans. Institutionell ist es Teil des Ministeriums für Kultur und Tourismus von Aserbaidschan. | Website            |      |

### Bahrain
| Ort    | Opernhaus                | Details | Offizielle Website | Bild |
| ------ | ------------------------ | --- | ------------------ | --- |
| Manama | Bahrain National Theater | Das Nationaltheater von Bahrain (arabisch مسرح البحرين الوطني), auch bekannt als Bahrain National Amphitheatre, ist ein Gebäudekomplex in Manama neben dem Bahrain National Museum. Es besteht aus einem Hauptauditorium mit 1001 Sitzplätzen und einem kleineren flexiblen Studiotheater. Das Theater wurde am 12. November 2012 eröffnet und kostete 50 Millionen US-Dollar. Es umfasst eine Fläche von 11.869 Quadratmetern und ist damit das drittgrößte Theater im Nahen Osten. | Website            | Bild gesucht Der Benutzer Bernd Winnig wünscht sich an dieser Stelle ein Bild. Falls du dabei helfen möchtest, erklärt die Anleitung , wie das geht. |

### Bangladesh
| Ort   | Opernhaus        | Details                                          | Offizielle Website | Bild |
| ----- | ---------------- | ------------------------------------------------ | ------------------ | --- |
| Dhaka | Hatirjheel Opera | Die Hatirjheel Opera ist ein Opernhaus in Dhaka. |                    | Bild gesucht Der Benutzer Bernd Winnig wünscht sich an dieser Stelle ein Bild. Falls du dabei helfen möchtest, erklärt die Anleitung , wie das geht. |

### China, Republik
| Ort    | Opernhaus                         | Details | Offizielle Website | Bild |
| ------ | --------------------------------- | --- | ------------------ | ---- |
| Taipei | National Theater and Concert Hall | Das National Theater (traditionelles Chinesisch: 國家戲劇院; vereinfachtes Chinesisch: 国家戏剧院; Pinyin: Guójiā Xìjù Yuàn) und die National Concert Hall (國家音樂廳; 国家音乐厅; Guójiā Yīnyuè Tīng) sind zwei Kulturzentren für darstellende Kunst am Liberty Square im Zhongzheng District in Taipei, das 1987 fertiggestellt wurde. Zusammen werden die Veranstaltungsorte mit der Abkürzung NTCH bezeichnet. | Website            |      |

### China, Volksrepublik
| Ort       | Opernhaus                                    | Details | Offizielle Website | Bild |
| --------- | -------------------------------------------- | --- | ------------------ | --- |
| Chongqing | Chongqing Grand Theater                      | Das Chongqing Grand Theater ist das zentrale Opernhaus der Stadt Chongqing in der Volksrepublik China. Es befindet sich im Bezirk Jiangbei, direkt an der Mündung des Flusses Jialing Jiang in den Jangtsekiang. |                    | |
| Guangzhou | Opernhaus Guangzhou                          | Das Opernhaus Guangzhou ist das Opernhaus der Stadt Guangzhou (Provinz Guangdong) in der Volksrepublik China. Es wurde von der Architektin Zaha Hadid entworfen. |                    | |
| Harbin    | Harbin Grand Theatre                         | Das Harbin Grand Theatre oder Harbin Opera House (chinesisch: 哈尔滨大剧院; Pinyin: Hā'ěrbīn Dàjùyuàn) ist ein Veranstaltungsort für darstellende Kunst in Harbin, Provinz Heilongjiang, China. Das Theater ist 850.349 Quadratmeter groß und wurde vom bekannten chinesischen Architekten Ma Yansong entworfen. | Website            | |
| Hongkong  | Ko Shan Theatre                              | Das Ko Shan Theatre ist ein Theaterhaus in Hongkong. | Website            | Bild gesucht Der Benutzer Bernd Winnig wünscht sich an dieser Stelle ein Bild. Falls du dabei helfen möchtest, erklärt die Anleitung , wie das geht. |
| Hongkong  | Ngau Chi Wan Civic Centre Theatre            | Das Ngau Chi Wan Civic Centre Theatre ist ein Theaterhaus in Hongkong. | Website            | Bild gesucht Der Benutzer Bernd Winnig wünscht sich an dieser Stelle ein Bild. Falls du dabei helfen möchtest, erklärt die Anleitung , wie das geht. |
| Hongkong  | North District Town Hall Auditorium          | Das North District Town Hall Auditorium ist ein Veranstaltungsgebäude in Hongkong. | Website            | Bild gesucht Der Benutzer Bernd Winnig wünscht sich an dieser Stelle ein Bild. Falls du dabei helfen möchtest, erklärt die Anleitung , wie das geht. |
| Hongkong  | Opera Hong Kong                              | Die Opera Hong Kong ist ein Opernhaus in Hongkong. | Website            | |
| Hongkong  | Sai Wab Ho Civic Centre Theatre              | Das Sai Wan Ho Civic Centre (chinesisch: 西灣河文娛中心) ist ein Kulturzentrum in Sai Wan Ho, Hong Kong Island. | Website            | |
| Hongkong  | Sha Tin Town Hall                            | Die Sha Tin Town Hall (chinesisch: 沙田大會堂) ist ein Veranstaltungsgebäude im Stadtzentrum des Bezirks Sha Tin in Hongkong. | Website            | |
| Hongkong  | Sheungwan Civic Centre Theatre               | Das Sheung Wan Civic Centre ist ein Zentrum für darstellende Künste im Sheung Wan Municipal Services Building in Hongkong. | Website            | |
| Hongkong  | Sunbeam Theatre                              | Das Sunbeam Theatre (chinesisch: 新光戲院) ist ein Wahrzeichen in Hongkong, in dem die kantonesische Oper gezeigt wird. Es befindet sich in der 423 King’s Road, North Point, nahe der Kreuzung mit der Shu Kuk Street. | Website            | |
| Hongkong  | Taipo Civic Centre Auditorium                | Das Taipo Civic Centre Auditorium ist ein Veranstaltungsgebäude in Hongkong. | Website            | Bild gesucht Der Benutzer Bernd Winnig wünscht sich an dieser Stelle ein Bild. Falls du dabei helfen möchtest, erklärt die Anleitung , wie das geht. |
| Hongkong  | Tsuen Wan Town Hall Auditorium               | Die Tsuen Wan Town Hall (chinesisch: 荃灣大會堂) ist ein Veranstaltungsgebäude im Distrikt Tsuen Wan, Hongkong. Sie ist Teil der Tsuen Wan New Town. | Website            | |
| Peking    | Beijing Century Theatre                      | Das Beijing Century Theatre ist ein Theaterhaus in Peking. | Website            | Bild gesucht Der Benutzer Bernd Winnig wünscht sich an dieser Stelle ein Bild. Falls du dabei helfen möchtest, erklärt die Anleitung , wie das geht. |
| Peking    | Beijing People’s Liberation Army Opera House | Das Beijing People’s Liberation Army Opera House (chinesisch: 解放军 歌剧院) beherbergt das Vokal- und Tanzensemble der Allgemeinen Politischen Abteilung der PLA während des 21. Jahrhunderts. Durch die Renovierung im Jahr 2005 wurden die Bühneneinrichtungen verbessert und seitdem ist das Theater auf große Musicals und Opernaufführungen spezialisiert. | Website            | Bild gesucht Der Benutzer Bernd Winnig wünscht sich an dieser Stelle ein Bild. Falls du dabei helfen möchtest, erklärt die Anleitung , wie das geht. |
| Peking    | Beijing Zhengyici Theatre                    | Das Beijing Zhengyici Theatre (chinesisch: 正乙祠戏楼, Pinyin: Zhèngyǐcí Xìlóu) befindet sich im Xuanwu-Bezirk von Peking und ist eines der bekanntesten Theater für chinesische Oper in Peking. Es ist auch eines der ältesten Holztheater in China. | Website            | Bild gesucht Der Benutzer Bernd Winnig wünscht sich an dieser Stelle ein Bild. Falls du dabei helfen möchtest, erklärt die Anleitung , wie das geht. |
| Peking    | Nationales Zentrum für Darstellende Künste   | Das chinesische Nationale Zentrum für Darstellende Künste (chinesisch 國家大劇院 / 国家大剧院, Pinyin Guójiā dà jùyuàn), auch als Chinesisches Nationaltheater oder Chinesische Nationaloper bezeichnet, ist ein großes Theater- und Operngebäude in der chinesischen Hauptstadt Peking. Es befindet sich in der Innenstadt westlich des Tian’anmen-Platzes und der Großen Halle des Volkes im Pekinger Stadtbezirk Xicheng. | Website            | |
| Shanghai  | Guangzhou Beilei Theatre                     | Das Guangzhou Beilei Theatre ist ein Theaterhaus in Shanghai. | Website            | Bild gesucht Der Benutzer Bernd Winnig wünscht sich an dieser Stelle ein Bild. Falls du dabei helfen möchtest, erklärt die Anleitung , wie das geht. |
| Shanghai  | Guangzhou Dramatic Arts Center               | Das Guangzhou Dramatic Arts Center ist ein Theaterhaus in Shanghai. | Website            | Bild gesucht Der Benutzer Bernd Winnig wünscht sich an dieser Stelle ein Bild. Falls du dabei helfen möchtest, erklärt die Anleitung , wie das geht. |
| Shanghai  | Guangzhou Friendship Theatre                 | Das Guangzhou Friendship Theatre ist ein Veranstaltungsgebäude in Shanghai. | Website            | Bild gesucht Der Benutzer Bernd Winnig wünscht sich an dieser Stelle ein Bild. Falls du dabei helfen möchtest, erklärt die Anleitung , wie das geht. |
| Shanghai  | Guangzhou Opera House                        | Das Guangzhou Opera House (vereinfachtes Chinesisch: 广州大剧院; traditionelles Chinesisch: 廣州大劇院; Pinyin: Guǎngzhōu dajùyuàn) ist ein Opernhaus in Shanghai, das von Zaha Hadid entworfen und im Jahr 2010 eröffnet wurde. | Website            | |
| Shanghai  | Hangzhou Grand Theatre                       | Das Hangzhou Grand Theatre ist ein Theaterhaus in Shanghai. | Website            | Bild gesucht Der Benutzer Bernd Winnig wünscht sich an dieser Stelle ein Bild. Falls du dabei helfen möchtest, erklärt die Anleitung , wie das geht. |
| Shanghai  | Huanghuagang Theater                         | Das Huanghuagang Theater ist ein Theaterhaus in Shanghai. | Website            | Bild gesucht Der Benutzer Bernd Winnig wünscht sich an dieser Stelle ein Bild. Falls du dabei helfen möchtest, erklärt die Anleitung , wie das geht. |
| Shanghai  | Shanghai Grand Theater                       | Das Shanghai Grand Theater (chinesisch 上海大劇院 / 上海大剧院, Pinyin Shànghǎi dà jùyuàn, abgekürzt SGT) ist ein Schauspiel- und Opernhaus in Shanghai und zählt zu den größten und bedeutendsten Institutionen für Darstellende Künste der Volksrepublik China. Das Theater gehört zum Gebäudeensemble des Volksplatzes und gilt als ein neues Wahrzeichen der Stadt. | Website            | |
| Shanghai  | Shanghai Oriental Art Center                 | Das Shanghai Oriental Art Center, kurz SHOAC (vereinfachtes Chinesisch: 上海东方艺术中心; traditionelles Chinesisch: 上海東方藝術中心; Pinyin: Shànghǎi Dōngfāng Yìshù Zhōngxīn) ist eines der führenden Kultureinrichtungen in Shanghai. Die fünf miteinander verbundenen halbkugelförmigen Hallen oder „Blütenblätter“ ähneln einer Schmetterlingsorchidee von oben. Sie umfassen die Eingangshalle, die Konzerthalle, die Opernhalle, die Aufführungshalle und die Ausstellungshalle. Das SHOAC an der Century Avenue in Pudong wurde 2004 mit einem Silvesterkonzert und offiziell am 1. Juli 2005 eröffnet. | Website            | |
| Shanghai  | Shanghai Theater                             | Das Shanghai Theater oder Shanghai Opera Theater (chinesisch: 上海大戏院) ist eine Theaterhaus in Shanghai. Das Theater wurde 1942 gegründet, 1956 in Shanghai Cinema umbenannt, 2011 wegen Renovierungsarbeiten geschlossen und im März 2017 wiedereröffnet. Der Hauptsaal des Theaters bietet Platz für 300 Personen. |                    | |

### Georgien
| Ort    | Opernhaus                                                      | Details | Offizielle Website | Bild |
| ------ | -------------------------------------------------------------- | --- | ------------------ | ---- |
| Tiflis | Staatliches Sacharia-Paliaschwili-Theater für Oper und Ballett | Das Staatliche Sacharia-Paliaschwili-Theater für Oper und Ballett (georgisch ზაქარია ფალიაშვილის სახელობის თბილისის ოპერისა და ბალეტის პროფესიული სახელმწიფო თეატრი) ist ein 1851 gegründetes Opernhaus in der Rustawelis Gamsiri in Tiflis. Seit 1896 residiert das Theater in einem Gebäude mit orientalisierender Architektur, das von Viktor Schröter erbaut wurde. Das Opernhaus ist eines der kulturellen Zentren der Stadt und war einst Wirkungsort des georgischen Nationalkomponisten Sakaria Paliaschwili, nach dem das Haus seit 1937 benannt ist. Das Theater ist auch Sitz des Staatsballetts des Landes. Auch Nationalfeierlichkeiten und die Amtseinführung des georgischen Präsidenten werden hier zelebriert. | Website            |      |

### Indien
| Ort    | Opernhaus                  | Details | Offizielle Website | Bild |
| ------ | -------------------------- | --- | ------------------ | ---- |
| Mumbai | Royal Opera House (Mumbai) | Das Royal Opera House, auch bekannt als Opera House, in Mumbai (ehemals Bombay) ist das einzige noch existierende Opernhaus in Indien. Es befindet sich in der Charni Road, in der Nähe des Girgaum Chowpatti Strandes. Der Grundstein für das Opernhaus wurde 1909 gelegt, die Einweihung erfolgte 1911 durch König Georg V. Nach Jahren der Vernachlässigung nach seiner Schließung im Jahr 1993 begannen die Restaurierungsarbeiten des Opernhauses im Jahr 2008. Die Außenrenovierung wurde 2011 abgeschlossen und die Restaurierung 2016 abgeschlossen. Die Wiedereröffnung erfolgte am 21. Oktober 2016. | Website            |      |

### Indonesien
| Ort     | Opernhaus            | Details | Offizielle Website | Bild |
| ------- | -------------------- | --- | ------------------ | --- |
| Jakarta | Aula Simfonia        | Die Aula Simfonia Jakarta ist eine Konzerthalle mit 1200 Sitzplätzen in Jakarta. In der Konzerthalle werden nicht nur westliche klassische, sondern auch balinesische Gamelan-Aufführungen gezeigt. Sie verfügt über die größte Orgel Indonesiens, die von Casavant Frères gebaut wurde. | Website            | Bild gesucht Der Benutzer Bernd Winnig wünscht sich an dieser Stelle ein Bild. Falls du dabei helfen möchtest, erklärt die Anleitung , wie das geht. |
| Jakarta | Taman Ismail Marzuki | Das Taman Ismail Marzuki, im Volksmund als TIM oder auf Englisch als Jakarta Cultural Centre bekannt, ist ein Kunst-, Kultur- und Wissenschaftszentrum im Zentrum von Jakarta. Der Taman Ismail Marzuki-Komplex umfasst mehrere Einrichtungen, darunter sechs Theater für darstellende Kunst, Kinos, eine Ausstellungshalle, eine Galerie und ein Archiv. Das TIM ist nach Ismail Marzuki benannt, einem der einflussreichsten Komponisten Indonesiens. | Website            | Bild gesucht Der Benutzer Bernd Winnig wünscht sich an dieser Stelle ein Bild. Falls du dabei helfen möchtest, erklärt die Anleitung , wie das geht. |

### Iran
| Ort     | Opernhaus      | Details | Offizielle Website | Bild |
| ------- | -------------- | --- | ------------------ | ---- |
| Teheran | Talar-e Rudaki | Talar-e Rudaki (Rudaki-Halle, heute Vahdat-Halle, persisch, DMG Tālār-e Rūdakī bzw. persisch, DMGTālār-e Vaḥdat) ist das Opern- und Konzerthaus von Teheran, das nach dem persischen Dichter Rudaki benannt ist. Die Talar-e Rudaki wurde auf Initiative von Schahbanu Farah Pahlavi auf einem 15.700 m² großen Grundstück errichtet und am 25. Oktober 1967 eröffnet. Das Gebäude besteht aus einem Opernhaus mit einem an den Zuschauerraum angebauten siebenstöckigen Verwaltungsgebäude, in dem auch die Probenräume und ein Restaurant untergebracht sind. In dem Gebäude befindet sich zudem ein kleiner Salon für Kammerkonzerte. | Website            |      |

### Israel
| Ort      | Opernhaus                       | Details | Offizielle Website | Bild |
| -------- | ------------------------------- | --- | ------------------ | ---- |
| Tel Aviv | Israeli Opera                   | Die Israeli Opera in Tel Aviv wurde 1985 von Uri Offer und dem Israel Chamber Orchestra gegründet und mit Dido and Aeneas von Henry Purcell im Cameri-Theater eröffnet. Seit 1994 verfügt die Israeli Opera über eine eigene Spielstätte im Tel Aviv Performing Arts Centre und spielt alljährlich rund acht Opern. | Website            |      |
| Tel Aviv | Tel Aviv Performing Arts Center | Das Tel Aviv Performing Arts Center oder TAPAC (hebräisch המשכן לאומנויות הבמה) ist ein Zentrum für darstellende Kunst am King Saul Boulevard in Tel Aviv. Es wurde vom israelischen Architekten Yaakov Rechter entworfen. Das Zentrum wurde 1994 der Öffentlichkeit zugänglich gemacht und beherbergt die Israeli Opera und das Cameri-Theater, die jährlich etwa eine Million Besucher empfangen. Das Zentrum veranstaltet eine Vielzahl von Aufführungen, darunter Tanz, klassische Musik, Oper und Jazz sowie Ausstellungen bildender Kunst. | Website            |      |

### Japan
| Ort      | Opernhaus                                  | Details | Offizielle Website | Bild |
| -------- | ------------------------------------------ | --- | ------------------ | --- |
| Nagoya   | Aichi Arts Center                          | Das Aichi Kunstzentrum (japanisch: 愛知芸術文化センター Aichi Geijutsu Bunka Senta) ist ein Zentrum für darstellende Kunst in Nagoya in der japanischen Präfektur Aichi. Das Zentrum besteht aus: - Aichi Präfektur Museum - Aichi Präfektur Kunsttheater - Haupthalle - Konzerthalle - Aichi Präfektur Arts Promotion Service - Aichi Präfektur Bibliothek Das Aichi Kunstzentrum beherbergt auch die Kunstausstellung Nitten. | Website            | |
| Tokio    | Fujiwara Opera                             | Die Fujiwara Opera (japanisch: 藤原歌劇団 Fujiwara Kagekidan) ist eine Opernkompagnie mit Sitz in Tokio. Sie ist Japans erste und älteste professionelle Opernkompagnie. | Website            | Bild gesucht Der Benutzer Bernd Winnig wünscht sich an dieser Stelle ein Bild. Falls du dabei helfen möchtest, erklärt die Anleitung , wie das geht. |
| Tokio    | Neues Nationaltheater Tokio                | Das Neue Nationaltheater Tokio oder kurz NNTT (japanisch: 新国立劇場, Shin Kokuritsu Gekijō, engl. New National Theatre, Tokyo) ist das erste staatliche Theater in Japan für Oper, Ballett und Tanz. Zusätzlich dazu finden dort verschiedene Veranstaltungen statt, zum Beispiel ein Programm zur Ausbildung junger Künstler. Außerdem gibt es einen Kostümverleih und eine Bibliothek. Das Theater befindet sich im Stadtbezirk Shibuya, in Tokio, und wird von der „Stiftung Neues Nationaltheater“ geleitet. Das Gebäude verfügt über drei Theatersäle: Opera Palace Tokyo, Playhouse und The Pit. Darüber hinaus gibt es Restaurants, Geschäfte. Proberäume, ein Informationszentrum und einen Dachgarten. | Website            | |
| Tokio    | NHK Konzertsaal                            | Die NHK Konzertsaal (japanisch: NHKホール, enu eichi kei hōru) ist ein Konzertsaal am NHK Hōsō Center („NHK-Sendezentrum“; engl. NHK Broadcasting Center), dem Hauptsitz der Rundfunkgesellschaft NHK, in Shibuya, Präfektur Tokio. Der Saal ist der Auftrittsort für das NHK-Sinfonieorchester und für Veranstaltungen wie die Japan Music Awards (1979), der Kōhaku Uta Gassen und für Konzerte. | Website            | |
| Tokio    | Nissay Theater                             | Das Nissay Theater (japanisch: 日生劇場 Nissei Gekijō) ist ein Theater im Stadtbezirk Chiyoda von Tokio. Es befindet sich im Nissay Hibiya-Gebäude, das vom Architekten Togo Murano entworfen wurde. Das Theater wurde 1963 fertiggestellt und mit einer Aufführung der Deutschen Oper Berlin eröffnet. Seitdem werden Inszenierungen von darstellenden Künsten, Kabuki, Opern und Musicals aufgeführt. | Website            | |
| Tokio    | Orchard Hall                               | Die Orchard Hall (japanisch: オーチャードホール, Ōchādo Hōru) ist ein 1989 in Dōgenzaka, im Stadtbezirk Shibuya, Tokio erbautes und am 3. September eröffnetes Konzerthaus für Klassische Musik, Oper und Ballett. Das Konzerthaus ist Bestandteil eines großen Gebäudekomplexes, der „Kultureinrichtung Bunkamura“. Das Konzerthaus besitzt 2150 Sitzplätze. Es ist der Hauptspielort des Tokio Philharmonie Orchesters (東京フィルハーモニー交響楽団, Tōkyō Firuhāmonī Kōkyō Gakudan) und des NHK-Sinfonieorchesters. Die Orchard Hall ist zudem der Veranstaltungsort für das International Film Festival Tokyo im Oktober und für die Veranstaltung „Act against AIDS“ am 1. Dezember. Die Planung des Gebäudes oblag dem Architekturbüro Ishimoto (石本建築事務所, Ishimoto Kenchiku Jimusho), betrieben wird die gesamte Kultureinrichtung von der Firmengruppe Tōkyū. | Website            | |
| Tokio    | Tokyo Bunka Kaikan                         | Das Tōkyō Bunka Kaikan (jap. 東京文化会館, dt. „Kulturzentrum Tokio“) ist eine japanische Konzerthalle im Ueno-Park von Tokio. Das Tōkyō Bunka Kaikan wurde von dem japanischen Architekten Kunio Maekawa entworfen, es wurde 1961 erbaut und in den Jahren 1998 bis 1999 renoviert. Der größere Saal bietet Platz für 2303 Personen in fünf Rängen, der kleine Saal bietet 649 Plätze in zwei Rängen. Die Institution wird von der Tōkyō-to rekishi bunka zaidan (engl. Tokyo Metropolitan Foundation for History and Culture, „Stiftung für Geschichte und Kultur der Präfektur Tokio“) betrieben. | Website            | |
| Ōtsu     | Biwako Hall Center for the Performing Arts | Die Biwako Hall Center for the Performing Arts ist ein Kulturzentrum in Ōtsu. | Website            | |
| Yokohama | Kanagawa Kenmin Hall                       | Die Kanagawa Kenmin Hall ist ein Veranstaltungsort für darstellende Künste in Yokohama in der japanischen Präfektur Kanagawa. | Website            | Bild gesucht Der Benutzer Bernd Winnig wünscht sich an dieser Stelle ein Bild. Falls du dabei helfen möchtest, erklärt die Anleitung , wie das geht. |
| Yokosuka | Yokosuka Arts Theatre                      | Das Yokosuka Arts Theatre (japanisch: 横須賀芸術劇場 – Yokosuka Geijutsu Gekijō) ist Teil des Bay Square-Komplexes in Yokosuka in der Präfektur Kanagawa. Es wurde 1994 eröffnet. Das hufeisenförmige Theater bietet Platz für 1.806 Personen und es gibt einen kleineren Saal, der Yokosuka Bayside Pocket, mit einer Kapazität von 600 Sitzplätzen. | Website            | |

### Kasachstan
| Ort    | Opernhaus                               | Details | Offizielle Website | Bild |
| ------ | --------------------------------------- | --- | ------------------ | ---- |
| Almaty | Abai-Opernhaus                          | Das Abai-Opernhaus (eigentlich Staatliches Kasachisches akademisches Abai-Opern- und -Balletthaus; kasachisch: Абай атындағы қазақ мемлекеттік академиялық опера және балет театры, russisch: Казахский государственный академический театр оперы и балета имени Абая) ist ein Opernhaus in der kasachischen Großstadt Almaty. Gegründet wurde die Oper bereits 1934, im heutigen Gebäude befindet sie sich jedoch erst seit 1941. | Website            |      |
| Astana | Astana Opera                            | Die Astana Opera (kasachisch: Астана опера) ist ein Opernhaus im kasachischen Astana. | Website            |      |
| Astana | Pyramide des Friedens und der Eintracht | Die Pyramide des Friedens und der Eintracht (kasachisch: Бейбітшілік пен келісім сарайы) ist eine 77 Meter hohe Pyramide in Astana, der Hauptstadt Kasachstans, die als Veranstaltungsort dient. Die Pyramide wurde von Sembol Construction für 8,74 Milliarden kasachische Tenge (etwa 58 Millionen US-Dollar) errichtet und Ende 2006 eröffnet. Sie beherbergt auch ein Opernhaus mit 1.300 Sitzplätzen.                         | Website            |      |

### Katar
| Ort  | Opernhaus       | Details                                             | Offizielle Website | Bild |
| ---- | --------------- | --------------------------------------------------- | ------------------ | --- |
| Doha | Opernhaus Qatar | Das Opernhaus Qatar ist ein Theatergebäude in Doha. | Website            | Bild gesucht Der Benutzer Bernd Winnig wünscht sich an dieser Stelle ein Bild. Falls du dabei helfen möchtest, erklärt die Anleitung , wie das geht. |

### Kirgisistan
| Ort      | Opernhaus                       | Details                                                                         | Offizielle Website | Bild |
| -------- | ------------------------------- | ------------------------------------------------------------------------------- | ------------------ | --- |
| Bischkek | Kyrgyz National Maldybaev Opera | Die Kyrgyz National Maldybaev Opera ist ein Opernhaus im kirgisischen Bischkek. | Website            | Bild gesucht Der Benutzer Bernd Winnig wünscht sich an dieser Stelle ein Bild. Falls du dabei helfen möchtest, erklärt die Anleitung , wie das geht. |

### Kuwait
| Ort    | Opernhaus                             | Details | Offizielle Website | Bild |
| ------ | ------------------------------------- | --- | ------------------ | ---- |
| Kuwait | Sheikh Jaber Al Ahmad Cultural Centre | Das Sheikh Jaber Al-Ahmad Cultural Centre (JACC), informell als das Kuwait Opera House bekannt, ist ein prominentes Kulturzentrum in Kuwait an der Gulf Road in der Hauptstadt Kuwait City. Es ist das größte Kulturzentrum und Opernhaus im Nahen Osten. Das Kulturzentrum ist Teil des neuen Kuwait National Cultural District (KNCD). | Website            |      |

### Malaysia
| Ort          | Opernhaus     | Details | Offizielle Website | Bild |
| ------------ | ------------- | --- | ------------------ | ---- |
| Kuala Lumpur | Istana Budaya | Die Istana Budaya ist ein Kulturzentrum in Kuala Lumpur und Hauptschauplatz für alle Arten von Theater einschließlich Musiktheater, Operette, klassische Konzerte und Opern von lokalen und internationalen Opernensembles. | Website            |      |

### Mongolei
| Ort         | Opernhaus                                                         | Details | Offizielle Website | Bild |
| ----------- | ----------------------------------------------------------------- | --- | ------------------ | ---- |
| Ulaanbaatar | Nationales Akademisches Theater für Oper und Ballett der Mongolei | Das Nationale Akademische Theater für Oper und Ballett der Mongolei ist ein Theater in Ulaanbaatar. Es wurde am 15. Mai 1963 gegründet. Am 18. Mai 1963 erfolgte die Eröffnungsfeier mit Tschaikowskis Eugen Onegin. | Website            |      |

### Oman
| Ort    | Opernhaus                | Details | Offizielle Website | Bild |
| ------ | ------------------------ | --- | ------------------ | ---- |
| Maskat | Royal Opera House Muscat | Das Royal Opera House Muscat (ROHM) (arabisch, DMG Dār al-Ūbirā as-Sulṭānīya Masqaṭ) ist ein Opernhaus im Stadtteil Schati al-Qurm in Maskat, Oman. Der Bau wurde 2001 von Sultan Qabus durch ein königliches Dekret beschlossen. Nach einem beschränkten Architektenwettbewerb im Jahr 2003 ging das Architekturbüro Wimberly Allison Tong and Goo (WATG) als Sieger hervor und wurde mit der Gesamtplanung beauftragt. Im April 2007 wurde mit dem Bau begonnen. Ursprünglich sollte das Musiktheater House of Musical Arts genannt werden, jedoch entschloss man sich während der Bauphase es als Royal Opera House Muscat (ROHM) (in Anlehnung an das Londoner Royal Opera House in Covent Garden) zu eröffnen. Das Opernhaus wurde Anfang September 2011 im Rahmen eines Galaabends mit einem kleinen Kreis von Ehrengästen mit der Oper Rigoletto von Verdi eröffnet. Die erste Theatersaison begann am 14. Oktober 2011 mit der Oper Turandot von Puccini, dirigiert von Plácido Domingo, und dauerte bis zur Neujahrs-Gala Ende 2011. | Website            |      |

### Philippinen
| Ort    | Opernhaus                          | Details | Offizielle Website | Bild |
| ------ | ---------------------------------- | --- | ------------------ | --- |
| Manila | Cultural Center of the Philippines | Das Cultural Center of the Philippines (philippinisch: Sentrong Pangkultura ng Pilipinas) oder CCP ist ein staatliches Kulturzentrum in Manila, das zur Erhaltung, Entwicklung und Förderung von Kunst und Kultur auf den Philippinen gegründet wurde. | Website            | Bild gesucht Der Benutzer Bernd Winnig wünscht sich an dieser Stelle ein Bild. Falls du dabei helfen möchtest, erklärt die Anleitung , wie das geht. |
| Manila | Lyric Opera of the Philippines     | Die Lyric Opera of the Philippines ist eine Opernkompagnie mit Sitz in Manila. | Website            | Bild gesucht Der Benutzer Bernd Winnig wünscht sich an dieser Stelle ein Bild. Falls du dabei helfen möchtest, erklärt die Anleitung , wie das geht. |
| Manila | Manila Grand Opera House           | Das Manila Grand Opera House (philippinisch: Marangal na Bahay-Opera ng Maynila) oder MGOH war ein Theater- und Opernhaus im Santa Cruz-Viertel von Manila an der Kreuzung der Rizal Avenue und der Doroteo Jose Street. Das Gebäude wurde Mitte des 19. Jahrhunderts als kreisrunde Holzkonstruktion gebaut und war in den 1960er Jahren Zentrum der philippinischen Kultur und Hauptschauplatz für Theater, Filme und Zarzuelas in Manila. Das Gebäude wurde abgerissen und an seien Stelle ein Hotel gebaut. |                    | Bild gesucht Der Benutzer Bernd Winnig wünscht sich an dieser Stelle ein Bild. Falls du dabei helfen möchtest, erklärt die Anleitung , wie das geht. |
| Manila | Philippine Opera Company           | Die Philippine Opera Company ist eine Opernkompagnie mit Sitz in Manila. | Website            | Bild gesucht Der Benutzer Bernd Winnig wünscht sich an dieser Stelle ein Bild. Falls du dabei helfen möchtest, erklärt die Anleitung , wie das geht. |

### Russland
Gelistet werden nur Opernhäuser im asiatischen Teil von Russland. Für Opernhäuser im europäischen Teil Russlands siehe: Liste von Opernhäusern/Europa.
| Ort           | Opernhaus                                                    | Details | Offizielle Website | Bild |
| ------------- | ------------------------------------------------------------ | --- | ------------------ | --- |
| Jakutsk       | Jakutsk Akademische Staatstheater für Oper und Ballett       | Das Jakutsk Akademische Staatstheater für Oper und Ballett ist ein Opernhaus in Jakutsk. | Website            | Bild gesucht Der Benutzer Bernd Winnig wünscht sich an dieser Stelle ein Bild. Falls du dabei helfen möchtest, erklärt die Anleitung , wie das geht. |
| Jekaterinburg | Jekaterinburg Akademische Staatstheater für Oper und Ballett | Das Jekaterinburg Akademische Staatstheater für Oper und Ballett ist ein Opernhaus in Jekaterinburg. | Website            | Bild gesucht Der Benutzer Bernd Winnig wünscht sich an dieser Stelle ein Bild. Falls du dabei helfen möchtest, erklärt die Anleitung , wie das geht. |
| Krasnojarsk   | Staatsoper und Ballett Krasnojarsk                           | Die Staatsoper und Ballett Krasnoyarskist ein Opernhaus in Krasnojarsk in Sibirien, das am 20. Dezember 1978 mit Fürst Igor von Alexander Borodin eröffnet wurde. | Website            | |
| Nowosibirsk   | Akademisches Opern- und Ballett-Theater Nowosibirsk          | Das Staatliche Akademische Opern- und Ballett-Theater Nowosibirsk (russisch: Новосибирский государственный академический театр оперы и балета) am Lenin-Platz im Zentrum der russischen Stadt Nowosibirsk ist das wichtigste Theater in Sibirien und eines der bedeutendsten in Russland. Es besitzt das größte Theatergebäude Russlands, größer noch als das Moskauer Bolschoi-Theater. Die äußere Erscheinung des im Februar 1944 fertiggestellten Bauwerks wird geprägt von einem zentralen, 35 Meter hohen Kuppelbau mit vorgelagerter, enorm großer Säulenhalle als Foyer. Die Bühne ist 30 Meter tief und ebenso hoch. Das Haus belegt eine Fläche von 11.837 Quadratmetern, umschließt 294.340 Kubikmeter Raum und bietet Platz für rund 1.800 Zuschauer. Die erste Aufführung fand am 12. Mai 1945 statt. | Website            | |
| Ulan-Ude      | Burjatisches Opern- und Balletttheater                       | Das Burjatische Opern- und Balletttheater ist ein Musiktheater in Ulan-Ude, der Hauptstadt der russischen Teilrepublik Burjatien im südöstlichen Sibirien. | Website            | |
| Wladiwostok   | Primorski-Bühne des Mariinski-Theaters                       | Die Primorski-Bühne des Mariinski-Theaters Wladiwostok (russisch: Приморская сцена Мариинского театра) hieß ursprünglich Staatliches Primorski-Opern- und Ballett-Theater Wladiwostok und wurde für den APEC-Gipfel 2012 errichtet. Das Opernhaus, gebaut in erhöhter Lage mit Blick aufs Japanische Meer, wurde am 18. Oktober 2013 eröffnet. Das Gebäude mit charakteristischer Glasfassade beherbergt einen Großen Saal mit 1.356 und einen Kleinen Saal mit 305 Plätzen. | Website            | |

### Singapur
| Ort      | Opernhaus                         | Details | Offizielle Website | Bild |
| -------- | --------------------------------- | --- | ------------------ | --- |
| Singapur | L’arietta Productions             | L’arietta Productions ist eine Opernkompagnie mit Sitz in Singapur. | Website            | Bild gesucht Der Benutzer Bernd Winnig wünscht sich an dieser Stelle ein Bild. Falls du dabei helfen möchtest, erklärt die Anleitung , wie das geht. |
| Singapur | New Opera Singapore               | Die New Opera Singapore (NOS) ist eine nicht gewinnorientierte Opernkompagnie, die im Juli 2011 von der südkoreanischen Sopranistin Jeong Ae Ree gegründet wurde. | Website            | Bild gesucht Der Benutzer Bernd Winnig wünscht sich an dieser Stelle ein Bild. Falls du dabei helfen möchtest, erklärt die Anleitung , wie das geht. |
| Singapur | OperaViva Limited                 | OperaViva Limited ist eine Opernkompagnie mit Sitz in Singapur. | Website            | Bild gesucht Der Benutzer Bernd Winnig wünscht sich an dieser Stelle ein Bild. Falls du dabei helfen möchtest, erklärt die Anleitung , wie das geht. |
| Singapur | Singapore Lyric Opera             | Die Singapore Lyric Opera ist eine Opernkompagnie mit Sitz in Singapur. | Website            | Bild gesucht Der Benutzer Bernd Winnig wünscht sich an dieser Stelle ein Bild. Falls du dabei helfen möchtest, erklärt die Anleitung , wie das geht. |
| Singapur | Victoria Theatre and Concert Hall | Victoria Theatre and Concert Hall ist ein Zentrum für darstellende Künste in Singapur. Es ist ein Komplex aus zwei Gebäuden und einem Glockenturm, der durch einen gemeinsamen Korridor miteinander verbunden ist. Der älteste Teil des Gebäudes wurde im Jahr 1862 erbaut und der gesamte Komplex wurde 1909 fertiggestellt. Nach Renovierungs- und Renovierungsarbeiten wurde das Theaterhaus am 15. Juli 2014 wiedereröffnet. Der Konzertsaal wird vom Singapore Symphony Orchestra (SSO) als Aufführungsort genutzt. | Website            | |

### Südkorea
| Ort      | Opernhaus                    | Details | Offizielle Website | Bild |
| -------- | ---------------------------- | --- | ------------------ | --- |
| Daegu    | Daegu Opera House            | Das Daegu Opera House (koreanisch: 대구오페라하우스) ist ein Opernhaus im Stadtteil Buk-gu der südkoreanischen Stadt Daegu. Das Opernhaus ist eine mit Stahlträgern verstärkte Betonkonstruktion und bietet Platz für 1490 Personen. Das sechsstöckige Gebäude wurde zwischen 2000 und 2003 zu einem Gesamtpreis von 44 Milliarden Won errichtet. | Website            | Bild gesucht Der Benutzer Bernd Winnig wünscht sich an dieser Stelle ein Bild. Falls du dabei helfen möchtest, erklärt die Anleitung , wie das geht. |
| Seongnam | Seongnam Arts Center         | Das Seongnam Arts Center (koreanisch: 성남아트센터) ist der größte kulturelle Veranstaltungsort in Seongnam. Das Seongnam Arts Center wurde am 14. Oktober 2005 eröffnet. | Website            | Bild gesucht Der Benutzer Bernd Winnig wünscht sich an dieser Stelle ein Bild. Falls du dabei helfen möchtest, erklärt die Anleitung , wie das geht. |
| Seoul    | Korea National Opera         | Die Korea National Opera (gegründet 2000) ist eine unabhängige Opernkompagnie im Seoul Arts Center. Das Unternehmen wurde aus einer ehemaligen Abteilung des Koreanischen Nationaltheaters in Seoul gebildet. | Website            | |
| Seoul    | Koreanisches Nationaltheater | Das Koreanische Nationaltheater ist ein nationales Theater in Jangchung-dong, Jung-gu, Seoul, Südkorea. Es ist das erste staatlich verwaltete Theater in Asien. Das Koreanische Nationaltheater wurde 1950 von der südkoreanischen Regierung etabliert und beherbergt die Koreanische Nationale Drama-Company, die sowohl koreanische als auch internationale Stücke aufführt, die Koreanische Nationale Changgeuk-Company, die traditionelle koreanische Changgeuk (traditionelle koreanische Oper) aufführt, die Koreanische Nationale Dance-Company und das Koreanische Nationalorchester.                       | Website            | Bild gesucht Der Benutzer Bernd Winnig wünscht sich an dieser Stelle ein Bild. Falls du dabei helfen möchtest, erklärt die Anleitung , wie das geht. |
| Seoul    | Seoul Arts Center            | Das Seoul Arts Center, auch SAC genannt, ist ein Kulturzentrum im Distrikt Seocho-gu von Seoul. Es besteht aus fünf Hauptgebäuden: dem Opernhaus mit drei Auditorien, der Musikhalle mit zwei Konzertsälen, dem Hangaram Kunstmuseum, dem Hangaram Designmuseum und dem Seoul Kalligrafie Kunstmuseum. Das Opernhaus ist in einer Form gebaut, die an den traditionellen koreanischen Bambushut namens Gat erinnert. Das Zentrum ist die Heimat des Korea National Ballet, der Korea National Opera, des Korean Symphony Orchestra, der Korea National Contemporary Dance Company und des National Chorus of Korea. | Website            | |
| Seoul    | Sugi Opera Company           | Die Sugi Opera Company ist eine Opernkompagnie mit Sitz in Seoul. | Website            | Bild gesucht Der Benutzer Bernd Winnig wünscht sich an dieser Stelle ein Bild. Falls du dabei helfen möchtest, erklärt die Anleitung , wie das geht. |

### Syrien
| Ort      | Opernhaus          | Details | Offizielle Website | Bild |
| -------- | ------------------ | --- | ------------------ | ---- |
| Damaskus | Opernhaus Damaskus | Das Opernhaus Damaskus (oder offiziell Dar al-Assad for Culture and Arts, arabisch دار الأسد للفنون والثقافة) ist das nationale Opernhaus Syriens. Es wurde am 7. Mai 2004 eingeweiht und befindet sich im Zentrum von Damaskus am Umayyad-Platz. | Website            |      |

### Tadschikistan
| Ort       | Opernhaus                                 | Details | Offizielle Website | Bild |
| --------- | ----------------------------------------- | --- | ------------------ | ---- |
| Duschanbe | Tadschikisches Opern- und Ballett-Theater | Das Tadschikische Opern- und Ballett-Theater befindet sich in der Hauptstadt Duschanbe. Gegründet 1936, wurde es 1940 zum Staatlichen Opernhaus Tadschikistans ausgebaut und 1954 nach dem tadschikischen Schriftsteller Sadriddin Ainij benannt. | Website            |      |

### Thailand
| Ort     | Opernhaus                | Details | Offizielle Website | Bild |
| ------- | ------------------------ | --- | ------------------ | --- |
| Bangkok | Bangkok Opera            | Die Bangkok Opera (thailändisch บางกอกโอเปร่า) wurde im Jahr 2000 auf Initiative des thailändisch-amerikanischen Dirigenten und Komponisten Somtow Sucharitkul gegründet. Anfänglich ging es lediglich darum, Somtows eigenes Bühnenwerk mit dem Titel Madana zur Uraufführung zu bringen – die erste abendfüllende Oper eines thailändischen Komponisten überhaupt. Nach eher vereinzelten Produktionen der ersten Jahre wurde für die Spielzeit 2005/06 (zwischen September 2005 und Juni 2006) eine erste vollständige Opernsaison durchgeführt. | Website            | Bild gesucht Der Benutzer Bernd Winnig wünscht sich an dieser Stelle ein Bild. Falls du dabei helfen möchtest, erklärt die Anleitung , wie das geht. |
| Bangkok | Thailand Cultural Centre | Das Thailand Cultural Centre (thailändisch: ศูนย์วัฒนธรรมแห่งประเทศไทย) ist ein Veranstaltungsort für darstellende Künste im Bezirk Huai Khwang von Bangkok. | Website            | |

### Türkei
Gelistet werden nur Opernhäuser im asiatischen Teil der Türkei. Für Opernhäuser im europäischen Teil der Türkei siehe: Liste von Opernhäusern/Europa.
| Ort      | Opernhaus                      | Details | Offizielle Website | Bild |
| -------- | ------------------------------ | --- | ------------------ | --- |
| Ankara   | Devlet Opera ve Balesi         | Die Devlet Opera ve Balesi (deutsch: Staatsoper und Ballett) ist die nationale Direktion der Opern- und Ballettkompagnien der Türkei mit Veranstaltungsorten in Ankara, Istanbul, Izmir, Mersin, Antalya und Samsun. Die Direktion ist an das Ministerium für Kultur und Tourismus gebunden. | Website            | Bild gesucht Der Benutzer Bernd Winnig wünscht sich an dieser Stelle ein Bild. Falls du dabei helfen möchtest, erklärt die Anleitung , wie das geht. |
| Ankara   | Leyla Gencer Sahnesi           | Die Leyla Gencer Sahnesi (deutsch: Leyla Gencer-Bühne) ist ein Opernhaus in Ankara. | Website            | Bild gesucht Der Benutzer Bernd Winnig wünscht sich an dieser Stelle ein Bild. Falls du dabei helfen möchtest, erklärt die Anleitung , wie das geht. |
| Ankara   | Opera Sahnesi                  | Die Opera Sahnesi (deutsch: Opernbühne) ist das größte der insgesamt drei Opernhäusern in Ankara. Es gehört zu den Türkischen Staatstheatern (Devlet Tiyatroları). Das Gebäude wurde vom türkischen Architekten Şevki Balmumcu als ein Ausstellungszentrum geplant. Das Projekt Balmumcus erhielt den ersten Platz bei dem internationalen Wettbewerb für das Gebäude im Jahre 1933. Der deutsche Architekt Paul Bonatz funktionierte das Gebäude in ein Opernhaus um. Am 2. April 1948 war die Eröffnung des neuen Opernhauses. Das Gebäude dient unter dem Namen Großes Theater (Büyük Tiyatro) auch als Sprechtheaterbühne. | Website            | |
| Ankara   | Operet Sahnesi                 | Die Operet Sahnesi ist ein Operettenhaus in Ankara. |                    | Bild gesucht Der Benutzer Bernd Winnig wünscht sich an dieser Stelle ein Bild. Falls du dabei helfen möchtest, erklärt die Anleitung , wie das geht. |
| Antalya  | Antalya Devlet Opera ve Balesi | Die Antalya Devlet Opera ve Balesi (deutsch: Antalya Staatsoper und Ballett) ist die Staatsoper und Ballett von Antalya. | Website            | Bild gesucht Der Benutzer Bernd Winnig wünscht sich an dieser Stelle ein Bild. Falls du dabei helfen möchtest, erklärt die Anleitung , wie das geht. |
| Istanbul | Süreyya-Opernhaus              | Das Süreyya-Opernhaus (türkisch: Süreyya Operası), oder auch Süreyya-Kulturzentrum (türkisch: Süreyya Kültür Merkezi) ist ein Opernhaus im Kadıköy-Bezirk von Istanbul. Das Gebäude wurde im Auftrag des Konstantinopeler Abgeordneten Süreyya İlmen vom armenisch-türkischen Architekten Kegam Kavafyan bis 1924 entworfen und am 6. März 1927 als das erste Musiktheater auf der anatolischen Seite Konstantinopels eröffnet. Allerdings wurden dort aufgrund unpassender und mangelnder Bühnentechnik bis in die jüngste Vergangenheit keine Werke des Musiktheaters aufgeführt. Das Gebäude wurde stattdessen zunächst als Schauspielhaus und ab 1930 bis 2005 unter dem Namen Süreyya Sineması als Kino genutzt. 2006–2007 wurde das Gebäude einer Renovierung unterzogen und am 14. Dezember 2007 als Opernhaus (Süreyya Opereti) und Konzerthalle wiedereröffnet. | Website            | Bild gesucht Der Benutzer Bernd Winnig wünscht sich an dieser Stelle ein Bild. Falls du dabei helfen möchtest, erklärt die Anleitung , wie das geht. |
| Izmir    | Izmir Devlet Opera ve Balesi   | Die Izmir Devlet Opera ve Balesi (deutsch: Izmir Staatsoper und Ballett) ist die Staatsoper und Ballett von Izmir. Sie bespielt das Elhamra Theater in Izmir. Dieses wurde von Architekt Tahsin Sermet Bey entworfen und 1926 erbaut. | Website            | |
| Mersin   | Mersin Devlet Opera ve Balesi  | Die Mersin Devlet Opera ve Balesi (deutsch: Mersin Staatsoper und Ballett) ist die Staatsoper und Ballett von Mersin. | Website            | Bild gesucht Der Benutzer Bernd Winnig wünscht sich an dieser Stelle ein Bild. Falls du dabei helfen möchtest, erklärt die Anleitung , wie das geht. |
| Mersin   | Mersin Halkevi                 | Das Mersin Halkevi (deutsch: Mersin Gemeindezentrum) ist ein Gebäude im türkischen Mersin, das als Kulturzentrum und Opernhaus genutzt wird. | Website            | |
| Samsun   | Samsun Devlet Opera ve Balesi  | Die Samsun Devlet Opera ve Balesi (deutsch: Samsun Staatsoper und Ballett) ist die Staatsoper und Ballett von Samsun. | Website            | Bild gesucht Der Benutzer Bernd Winnig wünscht sich an dieser Stelle ein Bild. Falls du dabei helfen möchtest, erklärt die Anleitung , wie das geht. |

### Usbekistan
| Ort       | Opernhaus     | Details | Offizielle Website | Bild |
| --------- | ------------- | --- | ------------------ | ---- |
| Taschkent | Navoi-Theater | Das Navoi-Theater (usbekisch: Alisher Navoiy nomidagi davlat akademik katta teatri) ist das nationale Opernhaus in Taschkent, Usbekistan, das für Opern- und Ballettaufführungen genutzt wird. Das Theater ist benannt nach dem Kunstförderer, Dichter, Bauherrn und Politiker Mir ʿAli Schir Nawāʾi, der im 15. Jahrhundert wirkte und in Usbekistan als ein Nationalheld gilt. | Website            |      |

### Vereinigte Arabische Emirate
| Ort   | Opernhaus   | Details | Offizielle Website | Bild |
| ----- | ----------- | --- | ------------------ | --- |
| Dubai | Dubai Opera | Die Dubai Opera ist ein multifunktionales Kulturzentrum im Stadtteil Downtown Dubai in Dubai, welches für Opern-, Theater-, Ballet- und Konzertveranstaltungen sowie Konferenzen und Ausstellungen genutzt wird. Das Gebäude wurde am 31. August 2016 mit einem Auftritt von Placido Domingo eröffnet. Die Oper bietet bis zu 2000 Personen Platz und kann je nach Veranstaltung in ein traditionelles Theater, eine Konzerthalle oder einen Ausstellungsraum umgebaut werden. | Website            | Bild gesucht Der Benutzer Bernd Winnig wünscht sich an dieser Stelle ein Bild. Falls du dabei helfen möchtest, erklärt die Anleitung , wie das geht. |

### Vietnam
| Ort               | Opernhaus                            | Details | Offizielle Website | Bild |
| ----------------- | ------------------------------------ | --- | ------------------ | ---- |
| Haiphong          | Haiphong Opera House                 | Das Haiphong Opera House (vietnamesisch: Nhà hát lớn Hải Phòng) ist ein im französischen Stil erbautes neoklassizistisches Opernhaus am Opernplatz (Quảng trường Nhà hát lớn) in Hai Phong, das 1912 eröffnet wurde. |                    |      |
| Hanoi             | Hanoi Opera House                    | Das Hanoi Opera House oder Grand Opera House (vietnamesisch: Nhà hát lớn Hà Nội) ist ein Opernhaus im Zentrum von Hanoi, Vietnam. Es wurde von der französischen Kolonialverwaltung zwischen 1901 und 1911 errichtet. | Website            |      |
| Ho-Chi-Minh-Stadt | Municipal Theatre (Ho-Chi-Minh-City) | Das Municipal Theatre, auch bekannt als Saigon Opera House (vietnamesisch: Nhà hát lớn Thành phố Hồ Chí Minh) ist ein Opernhaus in Ho-Chi-Minh-Stadt, Vietnam. Es ist ein Beispiel französischer Kolonialarchitektur in Vietnam. Das 1897 von dem französischen Architekten Eugène Ferret als Opėra de Saigon errichtete Gebäude mit 800 Plätzen wurde nach 1956 als Wohnsitz der Unterhausversammlung von Südvietnam genutzt. Erst 1975 wurde es wieder als Theater verwendet und im Jahr 1995 restauriert. |                    |      |